# Добросав М. Ружић
Добросав М. Ружић (Чачак, 1/13. јул 1854 — Крушевац, 13/26. октобар 1918) био је српски професор, књижевник и политичар. За професора у ужичкој Гимназији је постављен 1878. г до 1895. г. Боравећи у Ужицу наставља да се бави научним радом, оснива прву природњачку збирку и кабинет за антропологију. Објавио је уџбеник Зоологија 1885. године у Гласнику је објавио докторску тезу О амфиоксусу.

## Биографија
Основну и средњу школу је похађао у Ужицу и Ваљеву, гимназију у Београду, Сремским Карловцима и Новом Саду, студије природних наука изучавао је је у Јени и Минхену. Био је под великим утицајем учења природњака Ернста Хекела и Чарлса Дарвина.
Као европејац у ужичку паланку доноси научни дух Европе. Своје радове објављује у часописима Видело, Побратимство, Дело, Српски књиђевни гласник а 1991. г. заједно са Ранком Петровићем и Љубомиром Ћирићем уређује Службени лист Српске народне Скупштине.
Био је председник Српске књижевне задруге и Задужбине "Никола Чупић", надзирао је изградњу цркве "Светог Ђорђа на Опленцу"
Сачуван је рукопис „Успомена на краља Петра” који је писао од 1903. до 1915.
Његова ћерка Вида удата је 1921. за Милоша Црњанског.

## Дела
Kњиге
- Ђердани: намењено једној госпођици, Београд, Штампарија Задруге штамп. радника, 1882.
- О библиотекама, Београд, Државна штампарија Краљевине Србије, 1901.
- Пчела: живот и развиће њено, Београд, Парна штампарија Народне радикалне странке, 1890.